# Atoll surélevé
« Makatea » redirige ici.  Pour l'île de Polynésie française, voir Makatea (île).

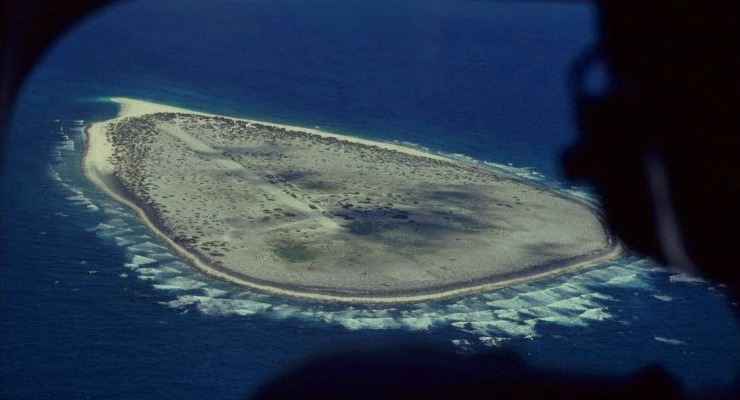
Vue aérienne de l'île Tromelin, un atoll surélevé dans l'océan Indien.

Un atoll surélevé ou atoll exondé est un type d'atoll ou d'île corallienne dont tout ou partie de la partie terrestre est composée d'un ancien récif corallien qui s'est retrouvé émergé. Le terme de makatea, du nom d'une île d'Océanie, désigne un type d'atoll surélevé comportant en son centre les restes de l'ancienne île volcanique. Ce terme sert aussi à désigner spécifiquement les escarpements d'origine corallienne rencontrés dans tous les types d'atolls surélevés.

## Caractéristiques

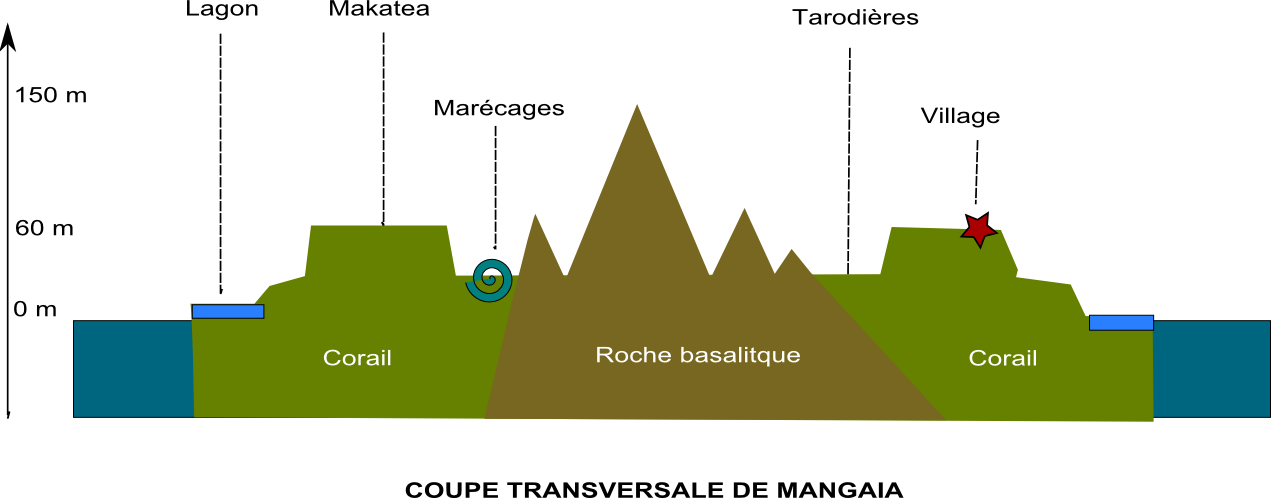
Coupe schématique d'un makatea tel que celui de Mangaia.

Dans le cas d'un atoll comportant un lagon central, ce lagon peut se retrouver totalement émergé, formant alors une dépression centrale plus ou moins marquée dans une île dont les rivages sont constitués de l'ancien tombant du récif corallien. C'est le cas de Nauru ou de Niue.
Dans le cas d'un atoll comportant un lagon central, le récif corallien peut se retrouver émergé mais pas son lagon qui peut alors subir de manière importante l'effet des marées et se retrouver tantôt inondé, tantôt émergé. C'est le cas d'Aldabra ou de l'île Europa.
Dans le cas d'une île montagneuse volcanique entourée par un récif corallien comme c'est le cas de Bora-Bora, l'île surélevée est composée d'un plateau littoral corallien comportant en son centre un relief d'origine volcanique. Entre les deux peuvent se trouver des dépressions souvent occupées par des zones marécageuses. Ce type d'île est appelé « makatea », un terme d'origine polynésienne. C'est le cas de Makatea, de Mangaia ou encore Rimatara.
De par leur géologie, les atolls surélevés se trouvent dans les eaux tropicales. Ils sont le plus fréquents en Océanie mais se retrouvent aussi dans l'océan Indien comme avec Aldabra et l'île Christmas et dans l'océan Atlantique comme l'île de la Navasse. Là où les îles composées de l'ancien récif corallien sont ainsi d'origine corallienne, le sol mince recouvrant les anciens coraux. Leur littoral est souvent composé de petites falaises percées de grottes comme c'est le cas de l'île de la Navasse. Certaines îles ont connu des conditions propices à la formation de roche phosphatée, constituant des gisements de phosphate parmi les plus purs au monde. Ces derniers ont parfois été exploités comme c'est le cas à Nauru, à Banaba ou à île Christmas dans l'océan Indien.

## Formation

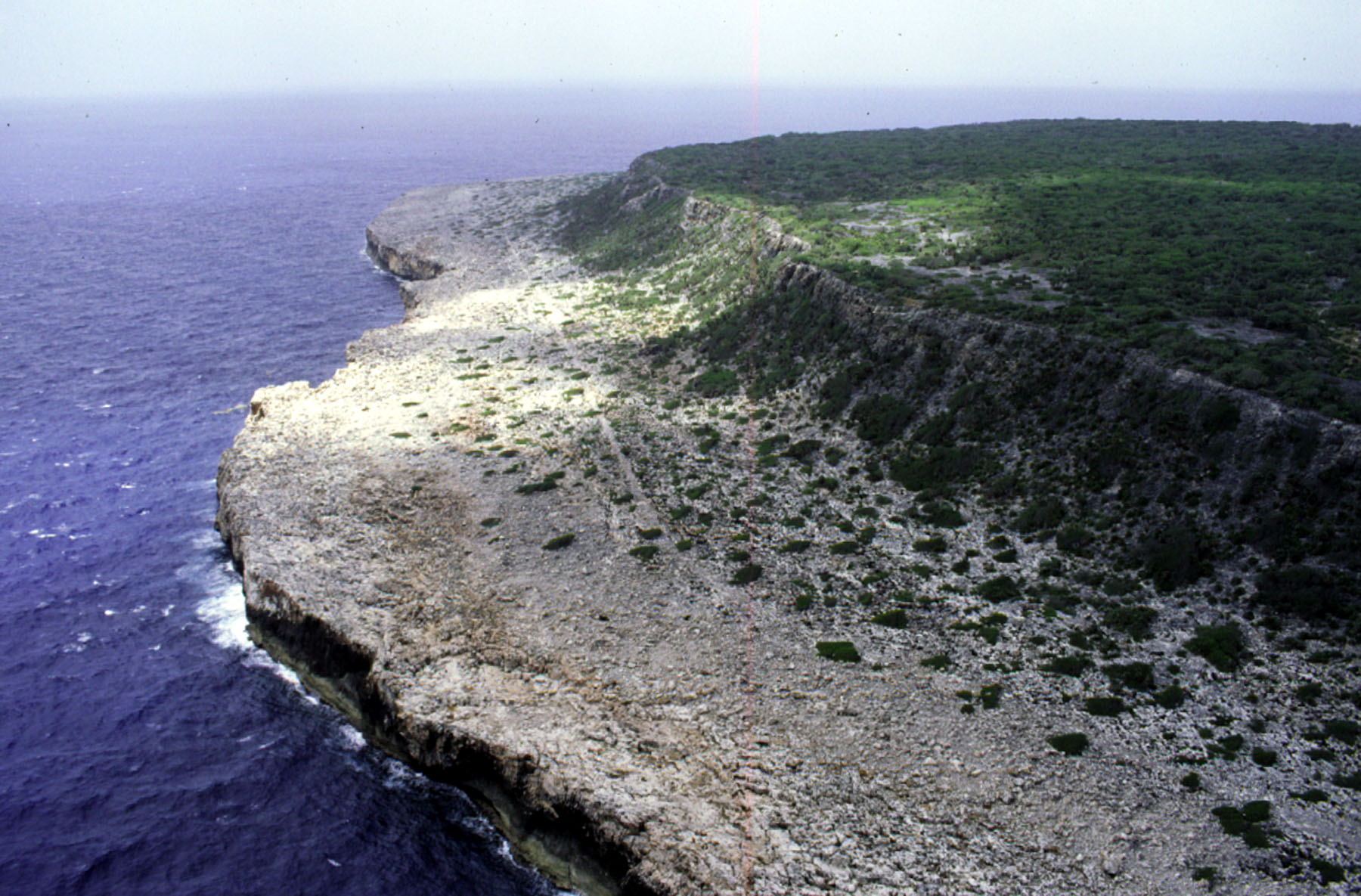
Vue aérienne de l'île de la Navasse montrant les différents escarpements formés au cours des différents stades de son émersion.

Lorsqu'une île volcanique s'éteint, son littoral est colonisé par des coraux qui forment un récif corallien. En même temps que l'île volcanique s'érode et s'affaisse sur elle-même, le récif corallien s'étend et l'entoure complètement, un lagon séparant alors la barrière de corail de l'île montagneuse. Lorsque l'île volcanique est complètement érodée, son sommet situé sous le niveau de la mer est entièrement recouvert par le calcaire corallien. L'île forme alors un atoll composé pour la plupart du temps d'un récif corallien fermé entourant un lagon peu profond.
Généralement, le récif corallien se maintient à fleur d'eau. Il arrive cependant que ces coraux se retrouvent à l'air libre. Cette émersion peut-être causée soit par le soulèvement du plancher océanique par un phénomène d'isostasie, de tectonique ou de reprise de l'activité volcanique régionale, soit par la baisse du niveau marin. Le récif corallien se situant juste sous le niveau de la mer et le lagon étant généralement peu profond, une amplitude du phénomène de seulement quelques mètres est suffisante pour former un atoll surélevé.

## Exemples
- Île de la Navasse (située dans les Grandes Antilles et appartient aux États-Unis)
- Île Europa (Îles Éparses de l'océan Indien, France)
- Fais (États fédérés de Micronésie)
- Nauru (État indépendant en Micronésie, Océanie)
- Banaba (Kiribati)
- Île Rennell (Îles Salomon)
- Mangaia (Îles Cook)
- Makatea, Niau et Tikehau (îles Tuamotu en Polynésie française)
- Cayman Brac, aux îles Caïmans, territoire d'outre-mer du Royaume-Uni.

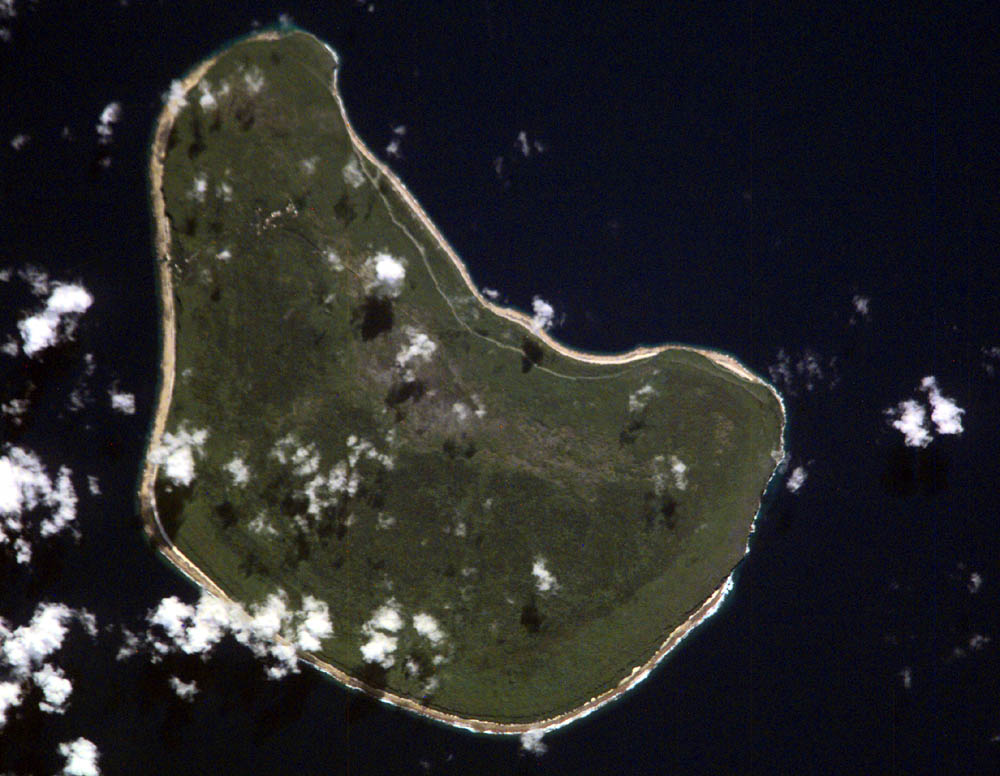
Makatea
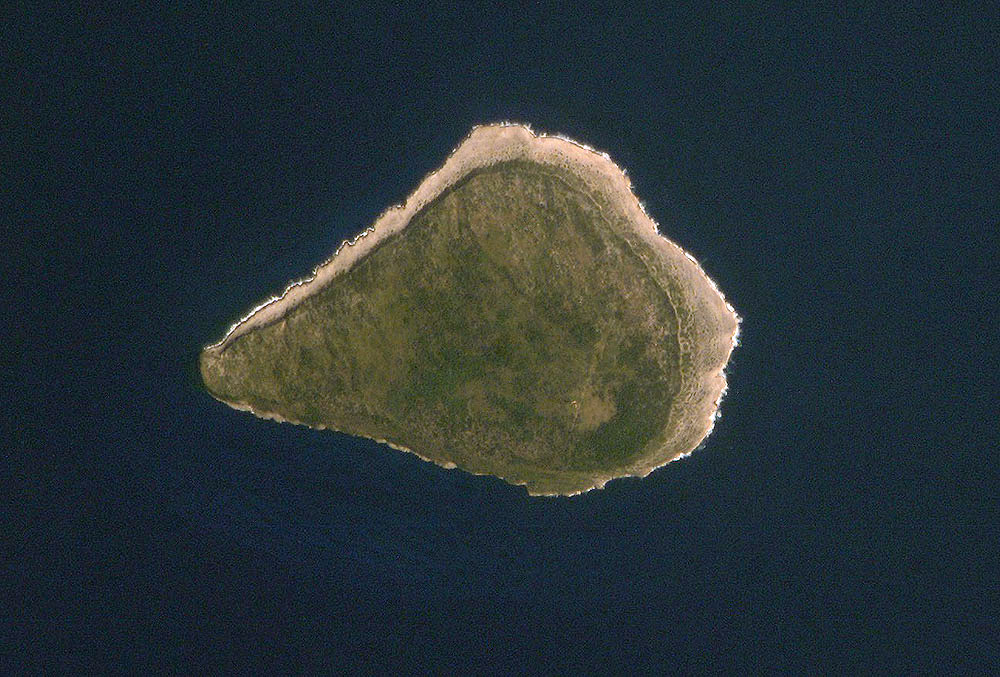
Île de la Navasse
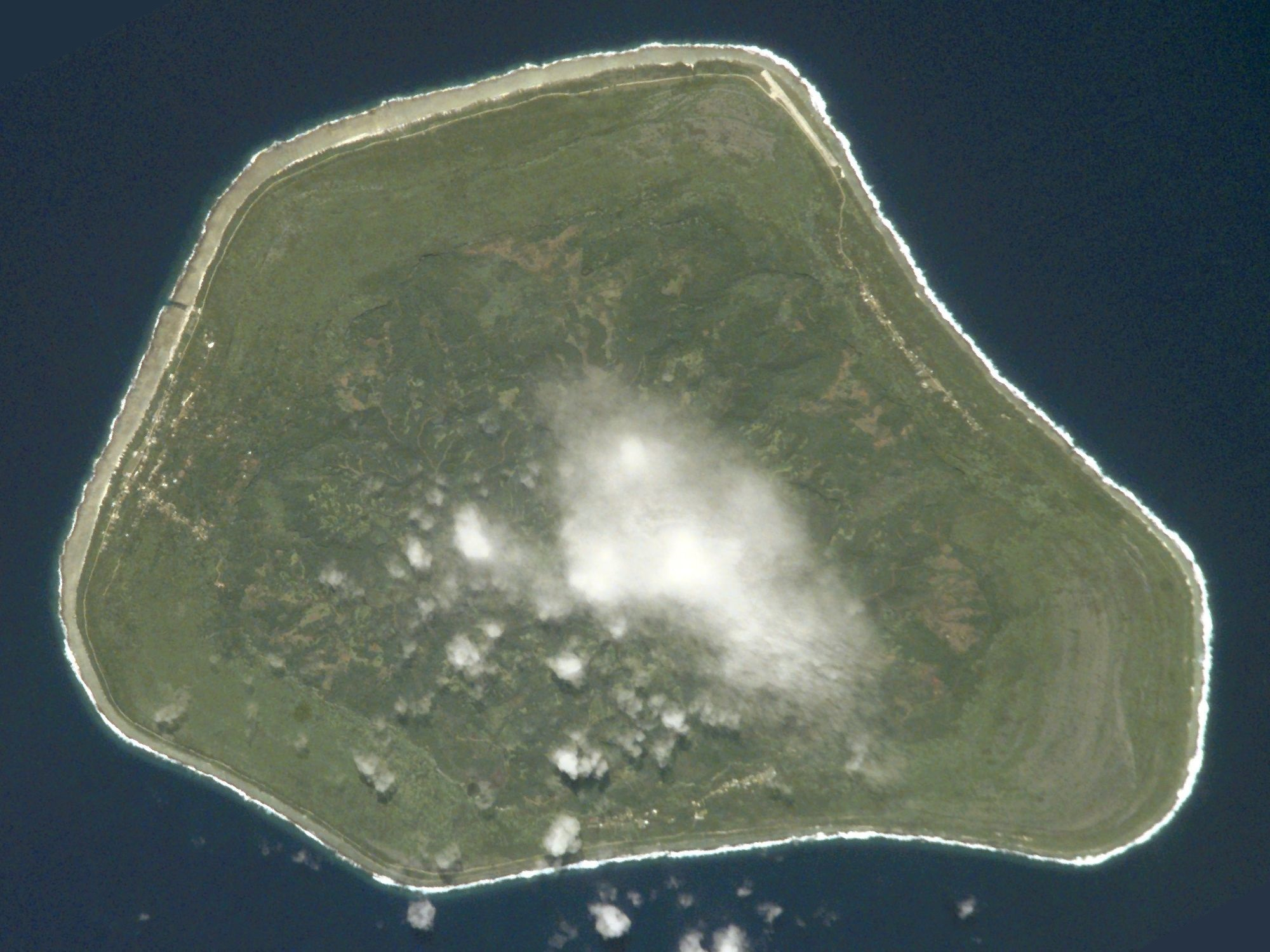
Mangaia
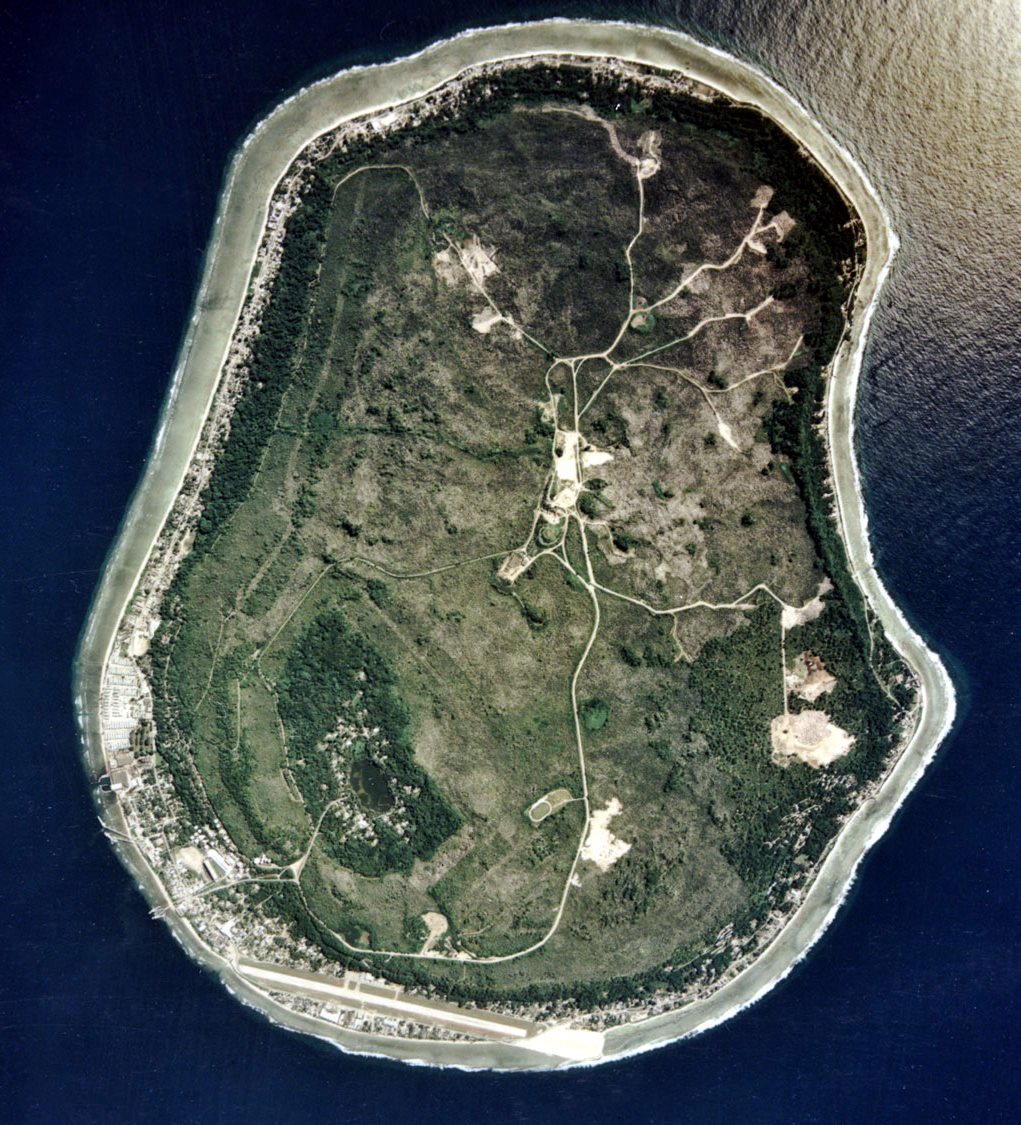
Nauru
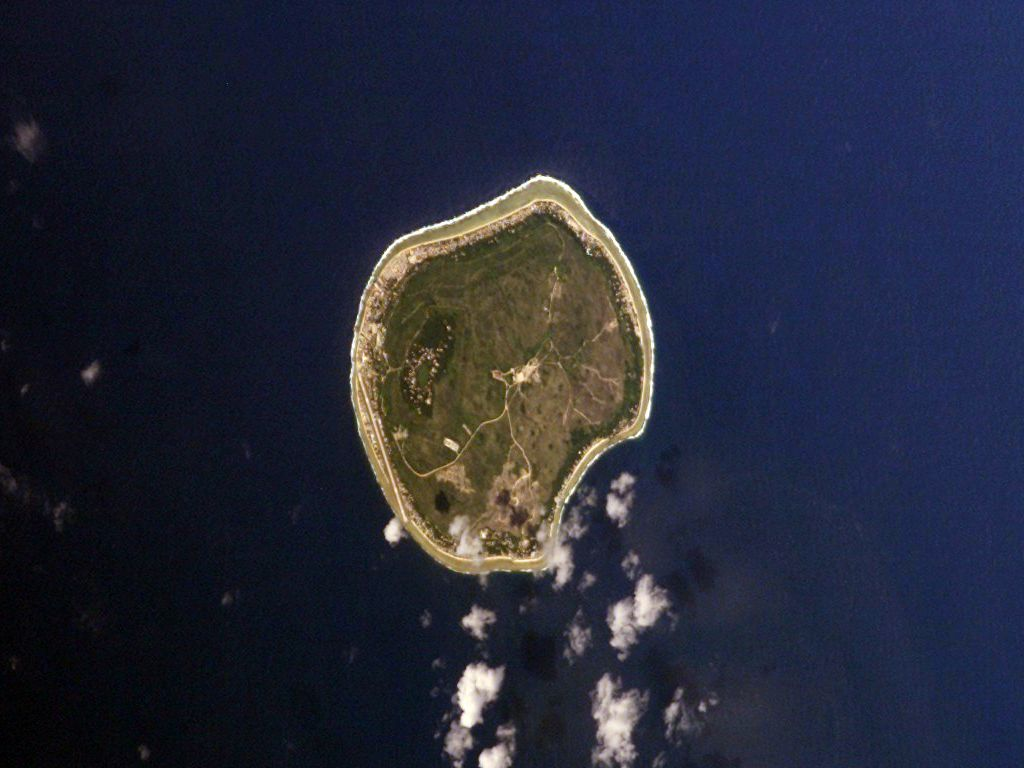
Banaba
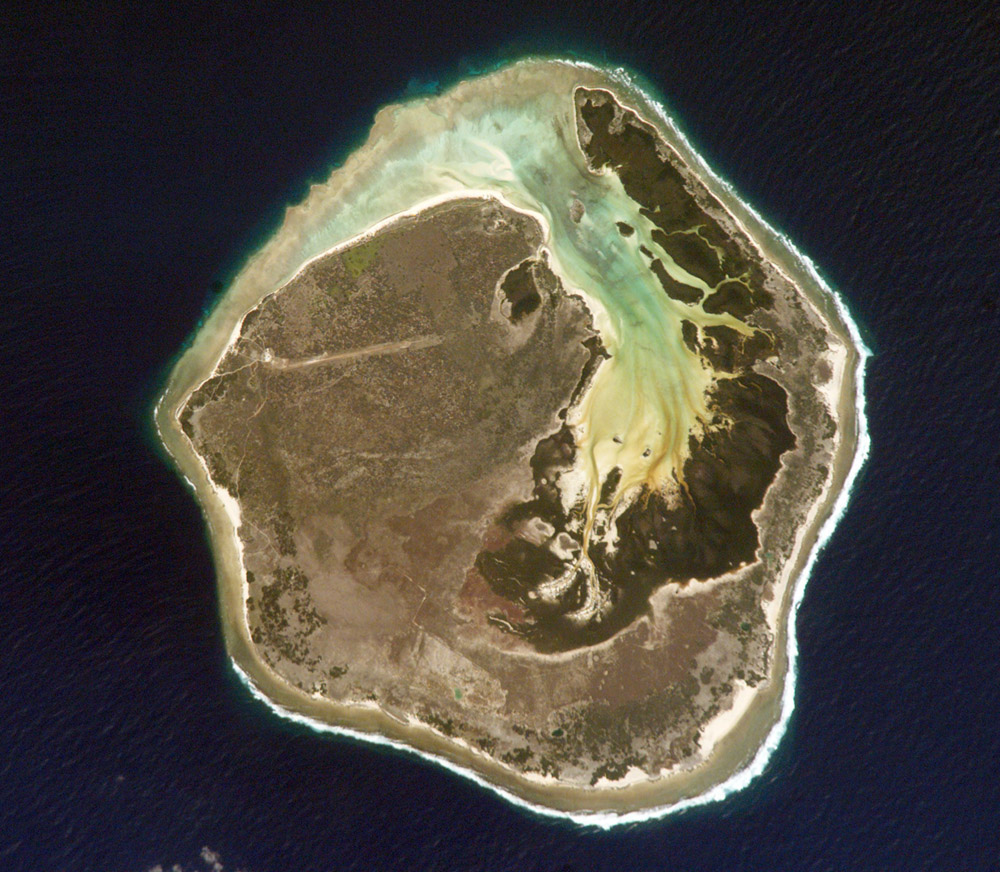
Île Europa
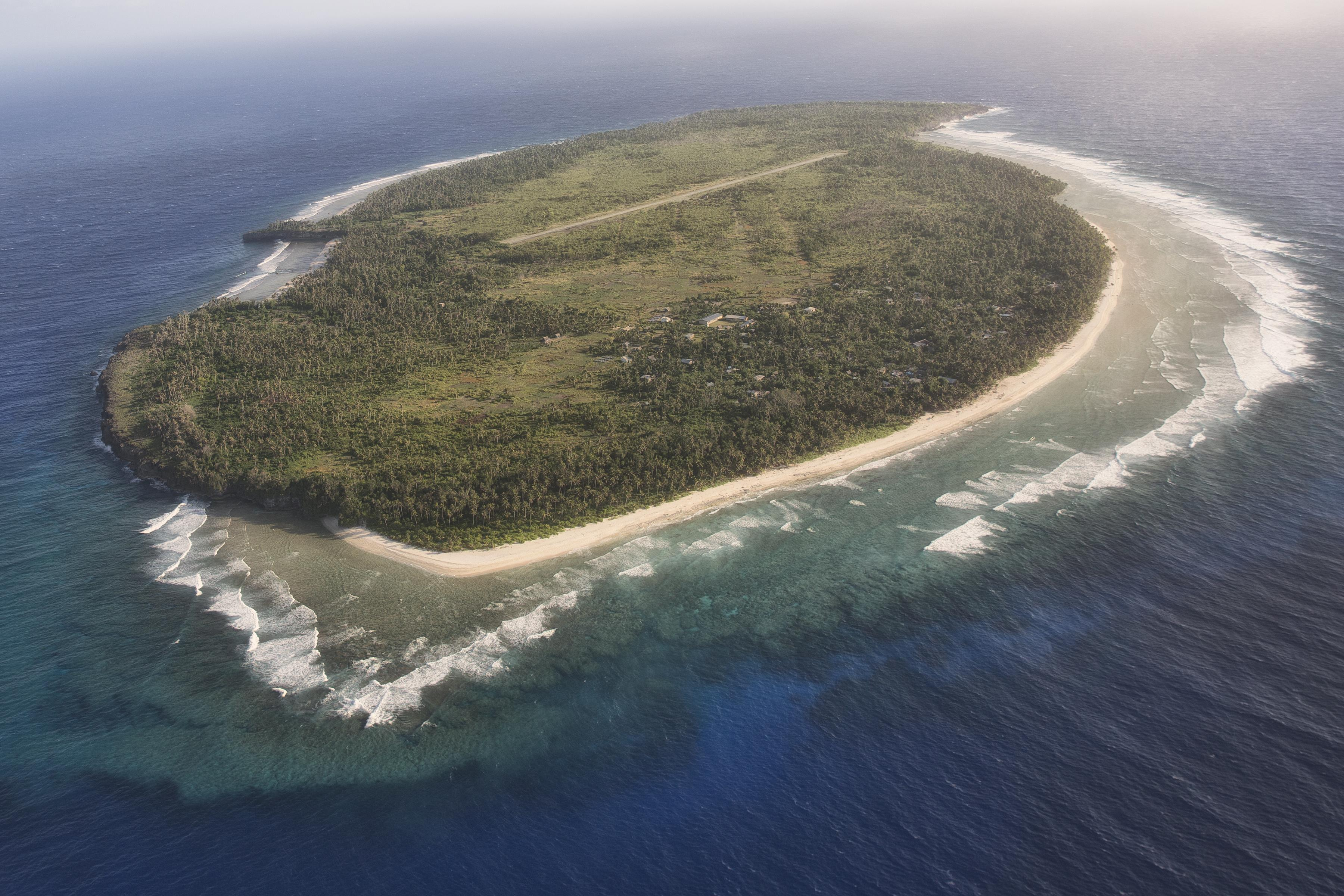
Fais